# Löwenzahn – Die Reise ins Abenteuer
Löwenzahn – Die Reise ins Abenteuer (Arbeitstitel: Löwenzahn – Der Film) ist ein deutscher Fernsehfilm des Regisseurs Hannes Spring aus dem Jahr 2005. In der Hauptrolle verkörpert Peter Lustig sich selbst, als Bewohner eines Bauwagens, der sich darauf einlässt, seine geliebte Heimat zu verlassen und sein Grundstück einer Baufirma zur Verfügung zu stellen.

## Handlung
Peter Lustig lebt schon viele Jahre in seinem Bauwagen auf dem Grundstück Im Elchwinkel, auf dem nun jedoch ein riesiges Einkaufszentrum entstehen soll, das sogenannte Elchwinkel-Center mit angeschlossenem Bunkenburg-Tower. Um das Vorhaben zu verwirklichen, beabsichtigt die mit dem Bau beauftragte Bunkenburg AG alle Grundstücke zu kaufen. Peter widersetzt sich zunächst diesen Plänen; als jedoch der gewiefte Geschäftsmann Hagen Bunkenburg das mökermärkische Schloss Pölser im Austausch für sein verwildertes Grundstück bietet, wird Peter hellhörig. Auch Nachbar Paschulke soll sein Grundstück eintauschen, nämlich gegen eine Finca auf Mallorca.
Peter besichtigt zunächst das Bärstädter Schloss und ist schon nach kurzer Zeit vom Gedanken, selbst ein solches Schloss zu besitzen, begeistert. Ein Mitarbeiter Bunkenburgs, welcher sich als angeblicher Erbprinz zu Moosburg-Schippe als Schlossexperte gegenüber Peter ausgibt und sich begeistert von Schloss Pölser zeigt, überzeugt Peter letztendlich zum Tausch.
Peter hängt seinen Bauwagen an einen Traktor und verlässt die Gegend in Richtung des ihm versprochenen Schlosses. Unterwegs verliert er dummerweise seine Landkarte, kann aber mit kurzerhand gekauftem GPS-Gerät die Reise fortsetzen. Als er nach längerer Fahrt endlich dort ankommt, stellt sich das Schloss als vollkommen heruntergekommen und baufällig heraus. Zunächst möchte der ambitionierte Peter das Schloss noch nicht aufgeben und denkt über die kommenden Sanierungsarbeiten nach, doch schon nach der ersten Nacht voller Albträume erwartet ihn die nächste Überraschung: Peter bekommt Besuch vom örtlichen Denkmalpflegeamt. Offenbar hat man sich dort auf einen neuen Besitzer gefreut, denn die Denkmalbehörde erwartet nun eine umfangreiche Sanierung des Schlosses für mehrere Millionen Euro durch den neuen Schlossherrn.
Peter erkennt, dass er eine Fehlentscheidung getroffen hat. Er sucht den Kaufvertrag heraus und erinnert sich glücklicherweise an die Rücktrittsklausel, deren Frist jedoch um 12 Uhr abläuft. Er beschließt, den Vertrag rückgängig zu machen, und begibt sich mit seinem Bauwagen wieder auf den Heimweg. Es scheint jedoch, als hätte der gewitzte Bauunternehmer Bunkenburg bereits damit gerechnet, und so setzt er seine beiden Schergen Jana Olschewski und Achim Kriechbaum auf ihn an, um zu verhindern, dass Peter vor Ablauf der Frist den Vertrag rückgängig machen kann. Die beiden probieren allerhand Tricks, beispielsweise lassen sie den Motor seines Traktors explodieren, als Peter an einem Imbissstand eine Bratwurst isst. Peter, mit Witz und Ideen gesegnet, leiht sich kurzerhand zwei Pferde aus und benutzt sie als Ersatz für den in Brand gesteckten Traktor. Auch von weiteren Störmanövern lässt er sich nicht beirren und so gelingt es ihm, rechtzeitig zurückzukehren und den Kaufvertrag rückgängig zu machen. Gemeinsam mit seinem Nachbarn Paschulke, welcher mit seiner maroden Finca auf Mallorca ebenfalls keinesfalls zufrieden war und sich auch auf den Rückweg begeben hat, erklärt Peter an der Übergabefeier, dass er im Elchwinkel wohnen bleiben möchte. Da die Frist zum Rücktritt erst in zwei Minuten abläuft, verlässt der Baulöwe wutentbrannt die Örtlichkeit und gibt sich geschlagen.
Die Handlung endet damit, dass Peter wieder friedlich in seinem Bauwagen wohnt, als ein Vertreter einer bis dahin unbekannten Immobilienvermittlung im Garten vor dem Bauwagen auftritt, um Peter ein „lukratives“ Angebot für sein Grundstück im Elchwinkel zu unterbreiten. Umgehend wird er von Peter und Paschulke vom Grundstück verjagt.

## Sonstiges
Der Film wurde anlässlich des 25-jährigen Jubiläums der Fernsehserie Löwenzahn produziert und stellt das offizielle Ende der Fernsehauftritte von Peter Lustig dar. Die öffentlich-rechtliche Sendeanstalt ZDF besetzte zu diesem Anlass bestimmte Charaktere, die in Nebenrollen auftreten, mit Funktionsträgern der Sendeanstalt oder bekannten Schauspielern bzw. Nachrichtenmoderatoren. So hat beispielsweise Markus Schächter, von 2002 bis 2012 Intendant des ZDF, einen kleinen Auftritt als Gast an einer Imbissbude. Der Fernsehmoderator Cherno Jobatey tritt in einer Minirolle als Pferdepfleger auf, die Schlossführerin wird von der Nachrichtenmoderatorin Gundula Gause verkörpert.
Als Drehort für das Schloss Pölser diente das im Nordwesten von Potsdam gelegene Schloss Marquardt.
Obwohl es sich um einen eigenständigen Fernsehfilm handelt, beginnt der Film wie eine normale Folge der Sendereihe Löwenzahn, wie diese üblicherweise begonnen hatten, als Peter Lustig noch die Hauptfigur der Sendereihe darstellte. Der Film ist so produziert, dass er im Bedarfsfall auch als dreiteilige Miniserie ausgestrahlt werden kann. Dies erfolgte bis heute mehrmals in der Reihe Löwenzahn, sie bilden damit die Folge 200 bis 202 und wurden am 24. September 2006 im ZDF das erste Mal als Teil der Serie ausgestrahlt.
Auch im Fernsehfilm, der sich von einer normalen Löwenzahn-Folge unterscheidet, wird die Wissensvermittlung nicht außer Acht gelassen. Beispielsweise wird durch den von Peter voreilig unterschriebenen Kaufvertrag vermittelt, sich Verträge besser genau durchzulesen, bevor man einwilligt. Des Weiteren wird, eher am Rande und fast unbemerkt, erklärt, dass Pferde empfindliche Tasthaare besitzen und weshalb eine regelmäßige Pflege der Tiere wichtig ist. Im weitesten Sinne wird sogar das Führen eines Pferdes erklärt, indem beispielsweise die Funktion eines Halfters beiläufig erwähnt wird. Auch nimmt sich die Hauptfigur Peter Lustig die entsprechende Zeit, um die Geschichte von Burgen und Schlössern und die Funktionsweise des GPS zu erklären.

## Erstausstrahlung
Löwenzahn – Der Film: Die Reise ins Abenteuer wurde am 16. Oktober 2005 erstmals im ZDF ausgestrahlt.

## Kritiken
- Das Lexikon des internationalen Films bewertet wohlwollend:  „Zum 25jährigen Jubiläum der beliebten Löwenzahn-Reihe entstand dieser Spielfilm, der bereits kleineren Kindern Wissenswertes vermittelt und zugleich spannend unterhält.“[3]
- Die Programmzeitschrift TV Spielfilm gibt dem Film in ihrem Bewertungssystem einen nach oben gestreckten Daumen und merkt an: „In altbewährter, ruhiger Art erzählt“.[5]